# Helmut Tellermann
Helmut Tellermann (* 1. Juni 1918 in Dortmund; † 1979) war ein deutscher Jurist, Verwaltungsbeamter und Politiker (SPD).

## Leben und Beruf
Nach dem Abitur 1937 leistete Tellermann zunächst Reichsarbeitsdienst. Seit 1939 nahm er als Soldat am Zweiten Weltkrieg teil, aus dem er nach einer Verwundung 1943 heimkehrte. Anschließend studierte er Rechtswissenschaften und Politikwissenschaften an den Universitäten in Münster und Tübingen. 1946 wurde er an der Universität Tübingen zum Dr. iur. promoviert. Anschließend war er als Verwaltungsbeamter tätig. Von 1965 bis 1970 war er Oberstadtdirektor von Lüdenscheid.
Tellermann schloss sich der SPD an und bekleidete ab 1970 das Amt eines Staatssekretärs im Land Niedersachsen. Diese Funktion übte er vom 8. September 1970 bis zum 10. Juli 1974 im Innenministerium unter Richard Lehners, dann im Sozialministerium und zuletzt im Ministerium für Bundesangelegenheiten aus.

## Familie und Nachfahren
Helmut Tellermann war mit Elisabeth Schröder verheiratet und hatte drei Töchter.

## Schriften
- Der Anwaltszwang, Dissertation Universität Tübingen 1946
- Die Verwaltungs- und Gebietsreform im Lande Niedersachsen, Deutscher Gewerkschaftsbund Niedersachsen, Hannover, ca. 1972